# Ојлерови полиноми
Ојлерови полиноми у математици представљају полиноме, који су добили име према Леонарду Ојлеру, а сусрећу се приликом изучавања многих специјалних функција, а посебно Риманове зета функције и Хурвицове зета функције. Блиско су повезани са Бернулијевим полиномима.

## Општи облик
{\displaystyle E_{m}(x)=\sum _{n=0}^{m}{\frac {1}{2^{n}}}\sum _{k=0}^{n}(-1)^{k}{n \choose k}(x+k)^{m}},
где су {\displaystyle {n \choose k}} — биномни коефицијенти

## Генерирајућа функција и чланови
Генерирајућа функција Ојлерових полинома је:
{\displaystyle {\frac {2e^{xt}}{e^{t}+1}}=\sum _{n=0}^{\infty }E_{n}(x){\frac {t^{n}}{n!}}.}
Неколико првих Ојлерових полинома:
{\displaystyle E_{0}(x)=1}
{\displaystyle E_{1}(x)=x-1/2}
{\displaystyle E_{2}(x)=x^{2}-x}
{\displaystyle E_{3}(x)=x^{3}-{\frac {3}{2}}x^{2}+{\frac {1}{4}}}
{\displaystyle E_{4}(x)=x^{4}-2x^{3}+x}
{\displaystyle E_{5}(x)=x^{5}-{\frac {5}{2}}x^{4}+{\frac {5}{2}}x^{2}-{\frac {1}{2}}}
{\displaystyle E_{6}(x)=x^{6}-3x^{5}+5x^{3}-3x.}

## Својства
{\displaystyle E_{n}(x+1)+E_{n}(x)=2x^{n}\,}
{\displaystyle E_{n}'(x)=nE_{n-1}(x)\,}
{\displaystyle E_{n}(x+y)=\sum _{k=0}^{n}{n \choose k}E_{k}(x)y^{n-k}\,}
{\displaystyle E_{n}(1-x)=(-1)^{n}E_{n}(x)\,}
{\displaystyle (-1)^{n}E_{n}(-x)=-E_{n}(x)+2x^{n}\,}

## Интеграли
{\displaystyle \int _{a}^{x}E_{n}(t)\,dt={\frac {E_{n+1}(x)-E_{n+1}(a)}{n+1}}}
{\displaystyle \int _{0}^{1}E_{n}(t)E_{m}(t)\,dt=(-1)^{n}4(2^{m+n+2}-1){\frac {m!n!}{(m+n+2)!}}B_{n+m+2}}
где су {\displaystyle \ B_{k}} — Бернулијеви бројеви